# Ò
Ò (gemenform: ò) är den latinska bokstaven O med en grav accent över. Bokstaven Ò används i  katalanska, emiliano-romagnolo, lombardiska, occitanska, kasjubiska, sardiska, skotsk gaeliska, taos, vietnamesiska, haitisk kreol, norska och kymriska.